# Aubiac (Lot-et-Garonne)
Aubiac is een gemeente in het Franse departement Lot-et-Garonne (regio Nouvelle-Aquitaine). De plaats maakt deel uit van het arrondissement Agen. Aubiac telde op 1 januari 2022 1.177 inwoners.

## Geografie
De oppervlakte van Aubiac bedroeg op 1 januari 2022 13,86 vierkante kilometer; de bevolkingsdichtheid was toen 84,9 inwoners per km².

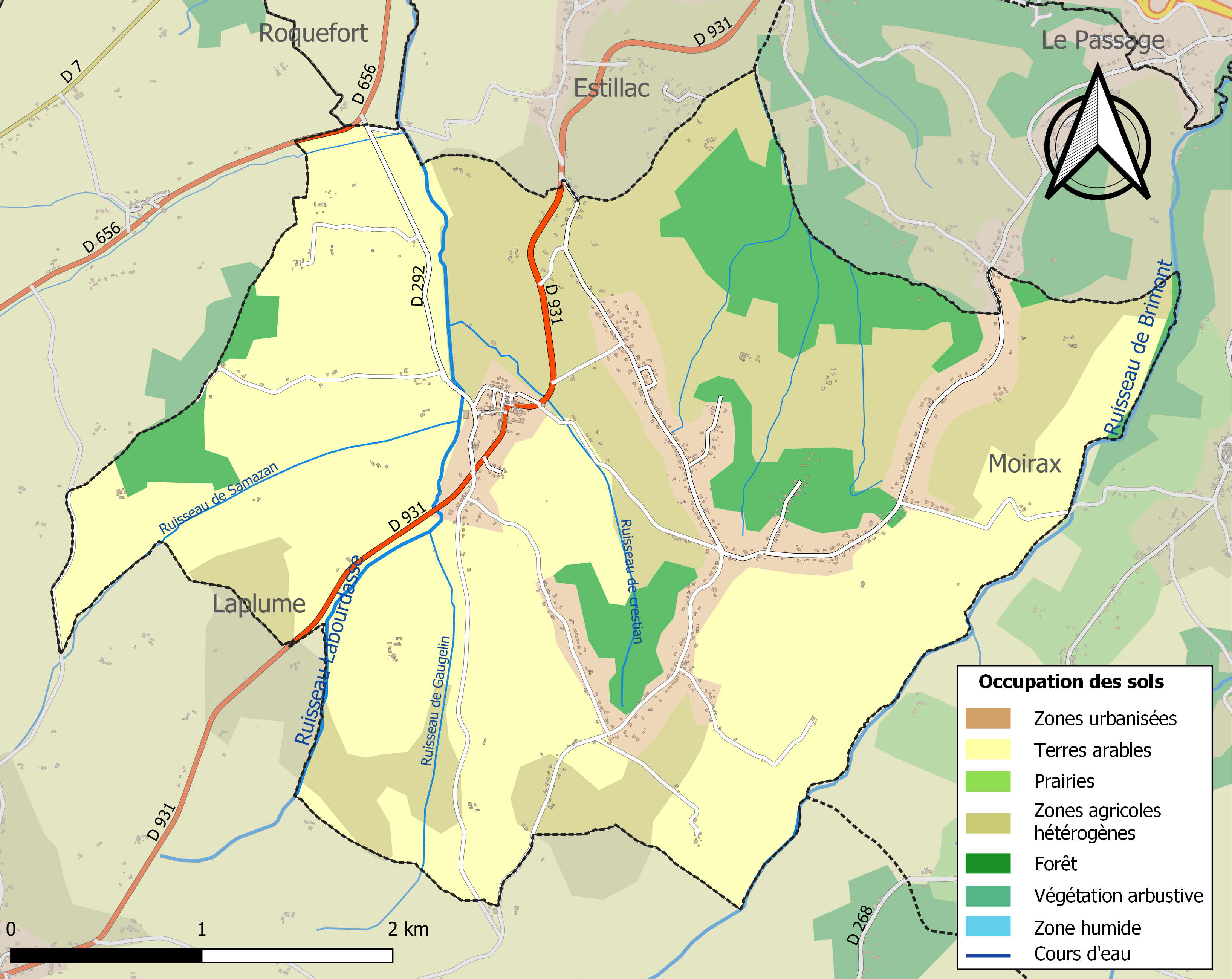
Kaart van de gemeente met de belangrijkste infrastructuur, bodemgebruik en omliggende gemeenten

## Demografie
Onderstaande figuur toont het verloop van het inwonertal (bron: INSEE-tellingen).